# Leidingwater

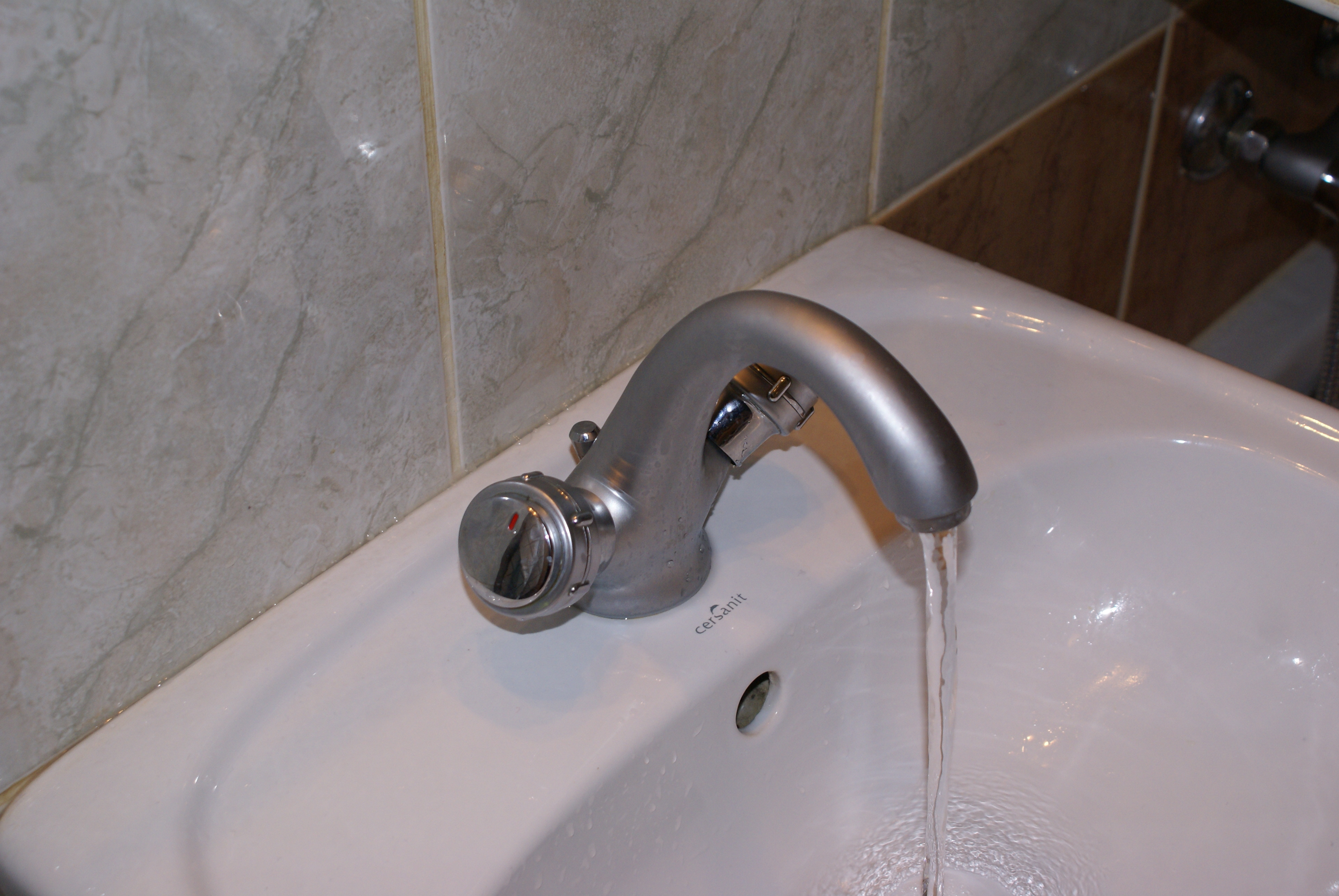
Waterkraan met leidingwater

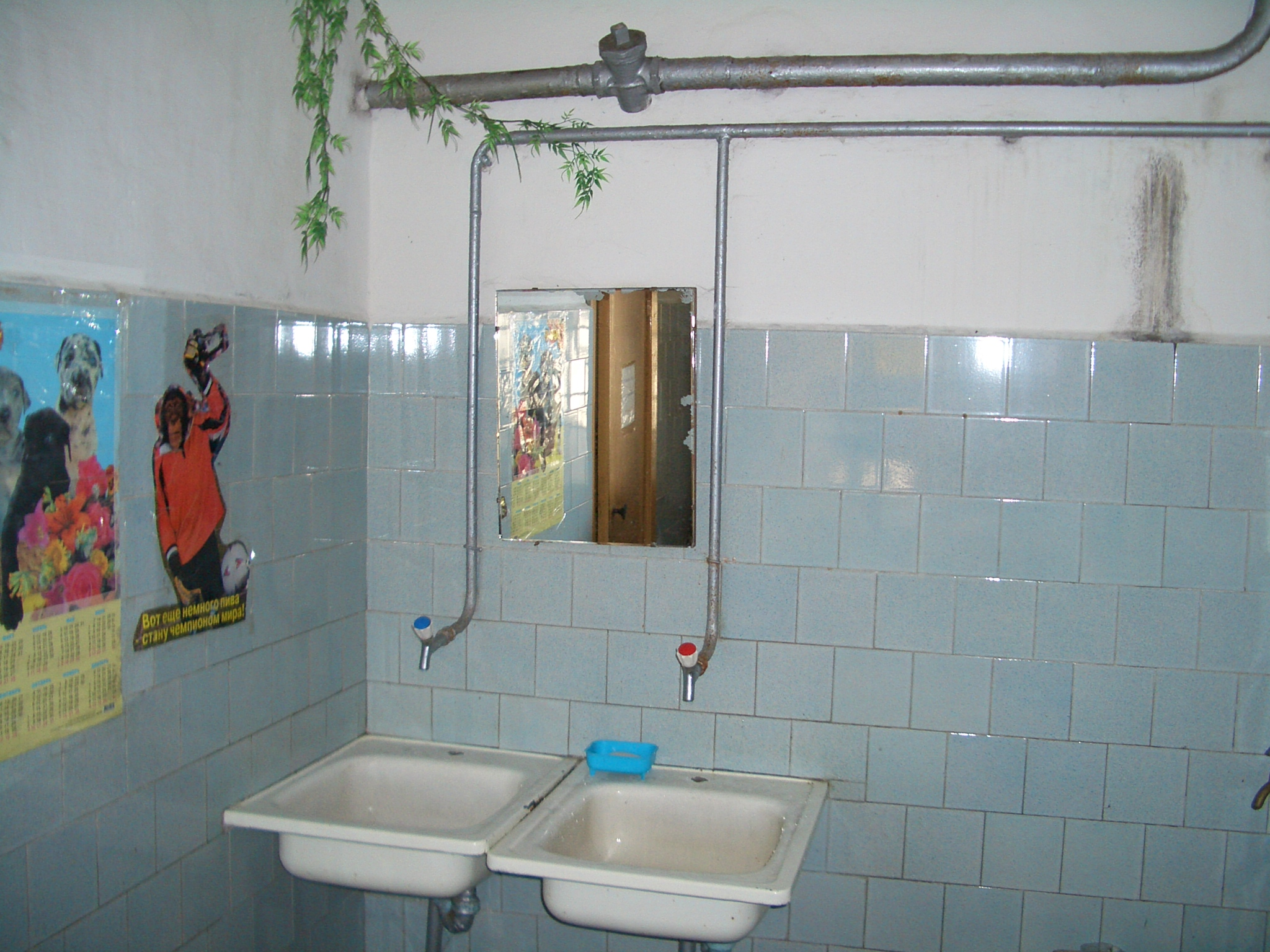
Leidingwater in busstation Kstovo, Rusland.

Leidingwater is water dat via buisleidingen wordt getransporteerd. Om dit transport mogelijk te maken wordt leidingwater onder druk gehouden. Deze druk kan worden opgewekt met watertorens of met pompen. De watertoevoer wordt gereguleerd met kranen, vandaar dat leidingwater ook wel kraanwater wordt genoemd. In Vlaanderen spreekt men ook van 'kraantjeswater'. Het antoniem van leidingwater en kraanwater is flessenwater.
Om leidingwater te kunnen leveren is een flinke infrastructuur nodig. Behalve de leidingen zijn ook pompen en/of watertorens, zuiveringsinstallaties, verbruiksmeters enz. nodig. Leidingwater is een belangrijke factor bij de drinkwatervoorziening.

## Nederland
De eerste waterleiding in Nederland werd in 1853 aangelegd om duinwater naar Amsterdam te transporteren.
De Nederlandse Waterleidingwet geeft een beperkte definitie van leidingwater: 'Leidingwater is water, bestemd om te drinken, te koken, voedsel te bereiden of andere huishoudelijke doeleinden, dat door een waterleidingbedrijf of een collectieve watervoorziening aan derden ter beschikking wordt gesteld.'

## Soorten leidingwater
In de Nederlandse norm voor leidingwaterinstallaties (NEN 1006)
- Drinkwater: bij de meeste eindgebruikers is dit het enige water dat via leidingen wordt gedistribueerd. Daarom wordt de term leidingwater of kraanwater vaak als synoniem van drinkwater gebruikt, zeker wanneer men onderscheid wil maken met drinkwater uit flessen (mineraalwater).
- Warm tapwater (verwarmd drinkwater)
- Huishoudwater

Leidingwater wordt geclassificeerd als huishoudwater wanneer het niet voldoet aan de kwaliteitseisen voor drinkwater. Dit water mag in woninginstallaties alleen gebruikt worden voor toiletspoeling, de wasmachine of het besproeien van de tuin.
Omdat deze waters verschillende eigenschappen hebben dient er voor iedere soort water een eigen leidingnetwerk te zijn, volledig gescheiden van andere waterleidingnetwerken.
Daarnaast zijn er andere soorten water die door leidingen worden getransporteerd maar die over het algemeen niet worden aangeduid als leidingwater. Voorbeelden zijn: cv-water, koelwater, druppelirrigatiewater, regenwater, industriewater, demiwater.